# William H. Duffy
William Henry Duffy eller Billy Duffy, född 12 maj 1961, Hulme, Manchester, mest känd som Billy Duffy och som gitarrist och låtskrivare i den brittiska musikgruppen The Cult, tillsammans med vapendragaren Ian Astbury.

## Fotnoter
1. ↑  Internet Movie Database, IMDb-ID: nm1835687co0047972, läst: 15 oktober 2015.[källa från Wikidata]